# World Covered Court Championships
Il World Covered Court Championships è stato un torneo di tennis che faceva parte dei Major stabiliti nel periodo 1913–1923 dalla International Lawn Tennis Federation (ILTF). L'evento si è giocato in varie località in diversi Paesi e la superficie utilizzata era il parquet indoor. Mentre il World Grass Court Championships (Wimbledon) e il World Hard Court Championships (WHCC) hanno consolidato con gli anni il loro stato di "world championship" (campionato del mondo), il WCCC ha avuto difficoltà ad attrarre i giocatori più forti provenienti al di fuori dell'Europa

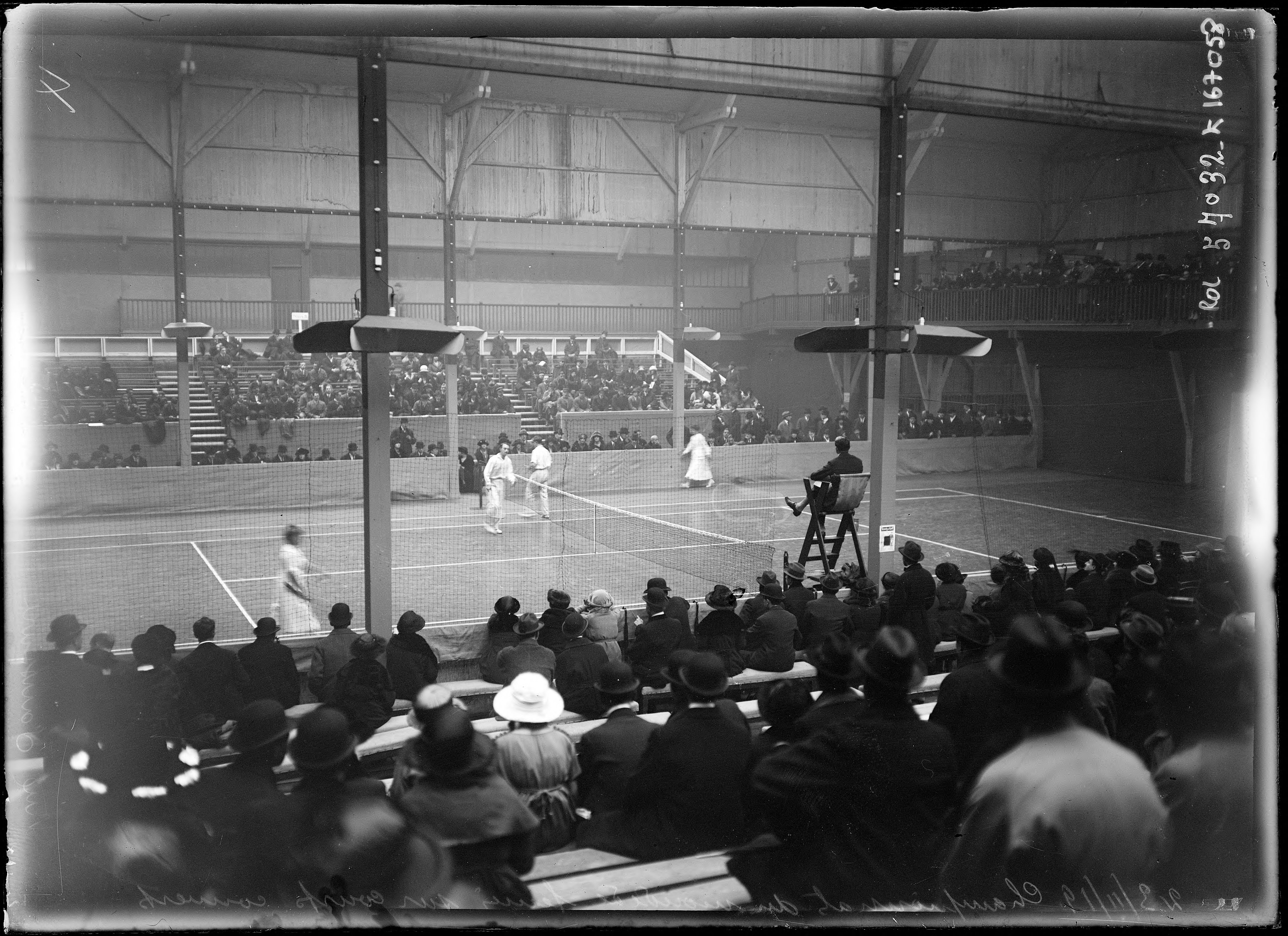
23 novembre 1919, World Covered Court Championships a Rue Saussure

Il WCCC fu cancellato quando l'ILTF promosse l'Australasian Championships a Major a partire dal 1924 e la United States Lawn Tennis Association vide promuoversi il proprio torneo: gli US Championships a major uniformandosi alle scelte fatte agli organi di governo dell'ILTF sempre nel 1924. Il termine "World Championships" fu completamente bandito quando i French Championships furono aperti ai giocatori stranieri, oltre a quelli francesi, con la conseguente messa al bando del World Hard Court Championships.

## Torneo
| Anno | Impianto                                                     | Data           | Superficie |
| ---- | ------------------------------------------------------------ | -------------- | ---------- |
| 1913 | Stoccolma, Svezia                                            | 2–8 novembre   | Parquet    |
| 1919 | Sporting Club de Paris, Parigi, Francia                      | 15–23 novembre | Parquet    |
| 1920 | Queen's Club, Londra, Inghilterra                            | 11–20 ottobre  | Parquet    |
| 1921 | Kjøbenhavns Boldklub, Copenaghen, Danimarca                  | 2–10 aprile    | Parquet    |
| 1922 | Saint Moritz Palace Lawn Tennis Club, Saint Moritz, Svizzera | 16–25 febbraio | Parquet    |
| 1923 | Palacio de la Industria, Barcellona, Spagna                  | 1–11 febbraio  | Parquet    |

## Albo d'oro

### Singolare maschile
| Anno | Vincitore                             | Finalista                             | Punteggio                             |
| ---- | ------------------------------------- | ------------------------------------- | ------------------------------------- |
| 1913 | Anthony Wilding                       | Maurice Germot                        | 5–7, 6–2, 6–3, 6–1                    |
| 1914 | non disputato - Prima guerra mondiale | non disputato - Prima guerra mondiale | non disputato - Prima guerra mondiale |
| 1915 | non disputato - Prima guerra mondiale | non disputato - Prima guerra mondiale | non disputato - Prima guerra mondiale |
| 1916 | non disputato - Prima guerra mondiale | non disputato - Prima guerra mondiale | non disputato - Prima guerra mondiale |
| 1917 | non disputato - Prima guerra mondiale | non disputato - Prima guerra mondiale | non disputato - Prima guerra mondiale |
| 1918 | non disputato - Prima guerra mondiale | non disputato - Prima guerra mondiale | non disputato - Prima guerra mondiale |
| 1919 | André Gobert                          | Max Décugis                           | 6–3, 6–2, 6–2                         |
| 1920 | Gordon Lowe                           | Walter C. Crawley                     | 6–2, 6–3, 6–1                         |
| 1921 | William Laurentz                      | Alfred Beamish                        | 6–2, 6–4, 6–2                         |
| 1922 | Henri Cochet                          | Jean Borotra                          | 4–6, 2–6, 6–3, 6–2, 6–0               |
| 1923 | Henri Cochet                          | Brian Gilbert                         | 6–4, 7–5, 6–4                         |

### Singolare femminile
| Anno | Vincitrice                            | Finalista                             | Punteggio                             |
| ---- | ------------------------------------- | ------------------------------------- | ------------------------------------- |
| 1913 | Helen Aitchison Leisk                 | Katie Gillou Fenwick                  | 6–4, 6–2                              |
| 1914 | Non disputato - Prima guerra mondiale | Non disputato - Prima guerra mondiale | Non disputato - Prima guerra mondiale |
| 1915 | Non disputato - Prima guerra mondiale | Non disputato - Prima guerra mondiale | Non disputato - Prima guerra mondiale |
| 1916 | Non disputato - Prima guerra mondiale | Non disputato - Prima guerra mondiale | Non disputato - Prima guerra mondiale |
| 1917 | Non disputato - Prima guerra mondiale | Non disputato - Prima guerra mondiale | Non disputato - Prima guerra mondiale |
| 1918 | Non disputato - Prima guerra mondiale | Non disputato - Prima guerra mondiale | Non disputato - Prima guerra mondiale |
| 1919 | Dorothy Holman                        | Germaine Regnier Golding              | 6–3, 6–4                              |
| 1920 | Geraldine Ramsey Beamish              | Kitty McKane                          | 6–2, 5–7, 9–7                         |
| 1921 | Elsebeth Brehm Jørgensen              | Ebba Meyer                            | 6–2, 6–4                              |
| 1922 | Germaine Regnier Golding              | Jeanne Vaussard                       | 6–2, 7–5                              |
| 1923 | Kitty McKane                          | Geraldine Ramsey Beamish              | 6–3, 4–6, 6–2                         |

### Doppio maschile
| Anno | Vincitori                             | Finalisti                             | Punteggio                             |
| ---- | ------------------------------------- | ------------------------------------- | ------------------------------------- |
| 1913 | Max Décugis Maurice Germot            | Curt Bergmann Heinrich Kleinschroth   | 7–5, 2–6, 7–9, 6–3, 6–1               |
| 1914 | Non disputato - Prima guerra mondiale | Non disputato - Prima guerra mondiale | Non disputato - Prima guerra mondiale |
| 1915 | Non disputato - Prima guerra mondiale | Non disputato - Prima guerra mondiale | Non disputato - Prima guerra mondiale |
| 1916 | Non disputato - Prima guerra mondiale | Non disputato - Prima guerra mondiale | Non disputato - Prima guerra mondiale |
| 1917 | Non disputato - Prima guerra mondiale | Non disputato - Prima guerra mondiale | Non disputato - Prima guerra mondiale |
| 1918 | Non disputato - Prima guerra mondiale | Non disputato - Prima guerra mondiale | Non disputato - Prima guerra mondiale |
| 1919 | André Gobert William Laurentz         | Nicolae Mishu H. Portlock             | 6–1, 6–0, 6–2                         |
| 1920 | Percival Davson Theodore Mavrogordato | Alfred Beamish Francis Fisher         | 4–6, 10–8, 13–11, 3–6, 6–3            |
| 1921 | Maurice Germot William Laurentz       | Paul Henriksen Erik Tegner            | 6–3, 6–2, 3–6, 6–3                    |
| 1922 | Henri Cochet Jean Borotra             | Charles Martin Arman C. Simon         | 2–6, 6–2, 6–1, 6–4                    |
| 1923 | Henri Cochet Jean Couiteas            | Leif Rovsing Erik Tegner              | 6–1, 6–1, 7–5                         |

### Doppio femminile
| Anno | Vincitrici                               | Finaliste                                | Punteggio                             |
| ---- | ---------------------------------------- | ---------------------------------------- | ------------------------------------- |
| 1913 | Non disputato                            |                                          |                                       |
| 1914 | Non disputato - Prima guerra mondiale    | Non disputato - Prima guerra mondiale    | Non disputato - Prima guerra mondiale |
| 1915 | Non disputato - Prima guerra mondiale    | Non disputato - Prima guerra mondiale    | Non disputato - Prima guerra mondiale |
| 1916 | Non disputato - Prima guerra mondiale    | Non disputato - Prima guerra mondiale    | Non disputato - Prima guerra mondiale |
| 1917 | Non disputato - Prima guerra mondiale    | Non disputato - Prima guerra mondiale    | Non disputato - Prima guerra mondiale |
| 1918 | Non disputato - Prima guerra mondiale    | Non disputato - Prima guerra mondiale    | Non disputato - Prima guerra mondiale |
| 1919 | Geraldine Ramsey Beamish Kitty McKane    | Dorothy Holman Phyllis Howkins Covell    | 6–3, 6–4                              |
| 1920 | Geraldine Ramsey Beamish Kitty McKane    | Doris Craddock Irene Bowder              | 6–3, 7–5                              |
| 1921 | Elsebeth Brehm Jørgensen Ebba Meyer      | Vera Forum Jutta Steenberg               | 6–2, 4–6, 6–2                         |
| 1922 | Germaine Regnier Golding Jeanne Vaussard | Yvonne Bourgeois Canivet                 | walkover                              |
| 1923 | Geraldine Ramsey Beamish Kitty McKane    | Germaine Regnier Golding Jeanne Vaussard | 6–1, 6–1                              |

### Doppio misto
| Anno | Vincitori                             | Finalisti                                  | Punteggio                             |
| ---- | ------------------------------------- | ------------------------------------------ | ------------------------------------- |
| 1913 | Max Décugis Katie Gillou Fenwick      | Gunnar Setterwall Sigrid Frenckell Fick    | 7–5, 12–10                            |
| 1914 | Non disputato - Prima guerra mondiale | Non disputato - Prima guerra mondiale      | Non disputato - Prima guerra mondiale |
| 1915 | Non disputato - Prima guerra mondiale | Non disputato - Prima guerra mondiale      | Non disputato - Prima guerra mondiale |
| 1916 | Non disputato - Prima guerra mondiale | Non disputato - Prima guerra mondiale      | Non disputato - Prima guerra mondiale |
| 1917 | Non disputato - Prima guerra mondiale | Non disputato - Prima guerra mondiale      | Non disputato - Prima guerra mondiale |
| 1918 | Non disputato - Prima guerra mondiale | Non disputato - Prima guerra mondiale      | Non disputato - Prima guerra mondiale |
| 1919 | Max Décugis Geraldine Ramsey Beamish  | William Laurentz Germaine Regnier Golding  | 6–3, 6–3                              |
| 1920 | Francis Fisher Irene Bowder           | Stanley N. Doust Kathleen McKane Godfree   | walkover                              |
| 1921 | Erik Tegner Elsbeth Brehm             | Harald T. Waagepetersen Agnete Goldschmidt | 6–2, 6–2                              |
| 1922 | Jean Borotra Germaine Regnier Golding | Max Décugis Jeanne Vaussard                | 6–3, 6–4                              |
| 1923 | Walter C. Crawley Kitty McKane        | Brian Gilbert Geraldine Ramsey Beamish     | 4–6, 6–2, 6–3                         |